# Zastávka (Uhelná)

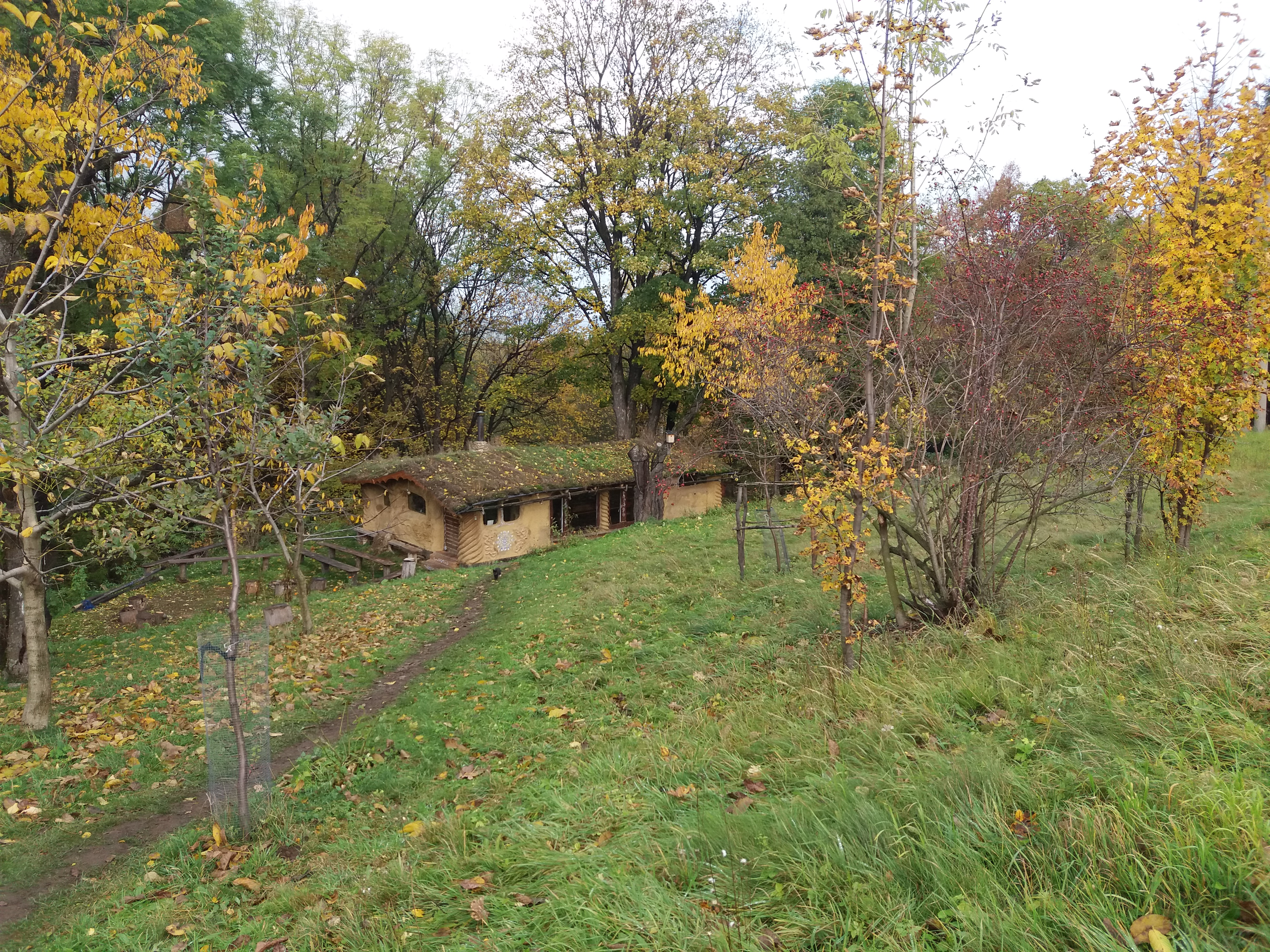
Haus Hobitín

Zastávka (deutsch Stillstand) ist eine erloschene Ansiedlung der Gemeinde Uhelná in Tschechien. Sie liegt viereinhalb Kilometer südlich von Javorník und gehört zum Okres Jeseník.

## Geographie
Zastávka befindet sich rechtsseitig über dem Tal des Lánský potok auf einem Höhenzug im Reichensteiner Gebirge (Rychlebské hory). Südöstlich erhebt sich der Schafferberg (486 m n.m.), im Süden die Hřibová (Pilzberg, 600 m n.m.) und der Suť (Steingerütte, 717 m n.m.), südwestlich der Totenhübel (591 m n.m.) und der Silniční vrch (640 m n.m.), im Westen der Buxhübel (545 m n.m.) sowie nordwestlich die Pastviny (489 m n.m.). 
Nachbarorte sind Račí Údolí (Krebsgrund) und Horní Fořt (Ober Forst) im Norden, Uhelná und Bernartice im Nordosten, Vlčice im Osten, Vojtovice im Südosten, Hřibová  im Süden, Nové Vilémovice (Neu Wilmsdorf) im Südwesten sowie Červený Důl im Westen.

## Geschichte
Die vom fürstbischöflichen Johannisberger Amt angesetzte Gründung einer neuen Kolonie bei Pilzberg musste wegen Gebietsstreitigkeiten mit den Herren von Maltitz auf Wildschütz eingestellt werden. Nachdem eine Einigung zwischen beiden Seiten zustande gekommen war, ließ Fürstbischof Philipp Ludwig von Sinzendorf 1735 die Siedlung anlegen und benannte sie wegen des vorausgegangenen Baustopps mit Stillstandt. Die neuen Siedler waren Untertanen aus Sörgsdorf. 1770 bestand die Kolonie aus 9 Häusern. In den Jahren 1776 bis 1780 verkaufte das Johannisberger Amt den Siedlern 31 Breslauer Schelf Weide-, Auen- und Waldfläche. 1806 war Stillstand auf 11 Häuser angewachsen und hatte 59 Einwohner.
Im Jahre 1836 bestand die Kolonie Stillstand aus 12 Häusern, in denen 71 deutschsprachige Personen lebten. Haupterwerbsquellen waren der Tagelohn und die Spinnerei. Die Lebensverhältnisse waren dürftig; der Boden eignete sich vor allem als Weideland, auf den Feldern gediehen nur Korn, Hafer und Kartoffeln. Pfarr-, Schul- und Gerichtsort war Sörgsdorf. Bis zur Mitte des 19. Jahrhunderts blieb Stillstand dem Bistum Breslau untertänig. 
Nach der Aufhebung der Patrimonialherrschaften bildete Stillstand ab 1849 einen Ortsteil der Gemeinde Sörgsdorf im Gerichtsbezirk Jauernig. Ab 1869 gehörte das Dorf zum Bezirk Freiwaldau. Zu dieser Zeit setzte ein starker Bevölkerungsrückgang ein. Der tschechische Ortsname Zastávka wurde zum Ende des 19. Jahrhunderts eingeführt. Im Jahre 1900 hatte Stillstand 36 Einwohner. Beim Zensus von 1921 lebten in den 11 Häusern des Dorfes 37 Menschen, darunter 36 Deutsche und ein Tscheche. Nach dem Münchner Abkommen wurde das Dorf 1938 dem Deutschen Reich zugesprochen und gehörte bis 1945 zum Landkreis Freiwaldau. Nach dem Ende des Zweiten Weltkrieges kam Zastávka zur Tschechoslowakei zurück; die meisten der deutschsprachigen Bewohner wurden 1945/46 vertrieben. Die Neubesiedlung gelang wegen der abgelegenen Lage nur teilweise. Die meisten der Neusiedler verließen Zastávka bald wieder. Bei der Gebietsreform von 1960 wurde der Okres Jeseník aufgehoben und Zastávka in den Okres Šumperk eingegliedert. Zu dieser Zeit war die Siedlung bereits verlassen. 1963 wurde Zastávka offiziell als Ortsteil von Uhelná aufgehoben. Die Fluren von Zastávka und Hřibová wurden danach als Weideland genutzt; das am besten erhaltene Haus von Zastávka diente bis zum Beginn der 1970er Jahre dem Hirten als Unterkunft, ein anderes als Stall. Von Zastávka blieben nur verbuschte Hausruinen erhalten.
Im Jahre 2006 erwarb die ökologische Bewegung Brontosaurus Jeseníky die Streuobstwiesen von Zastávka. Neben der Pflege des alten Baumbestandes erfolgte auch die Anpflanzung neuer Obstgehölze. Zwischen 2011 und 2012 errichteten die Mitglieder auf einer ehemaligen Hausstelle aus natürlichen Materialien das Haus Hobitín. Ein Ausbau zum Ökozentrum ist vorgesehen.

## Ortsgliederung
Der größte Teil von Zastávka gehört zum Katastralbezirk Uhelná, ein Anteil zum Katastralbezirk Vlčice u Javorníka. 

## Sehenswürdigkeiten
- Gedenkkreuz für den letzten Bewohner von Zastávka, den Hirten Radek Macek (1927–1984).